# Nikolaus (Rostock)

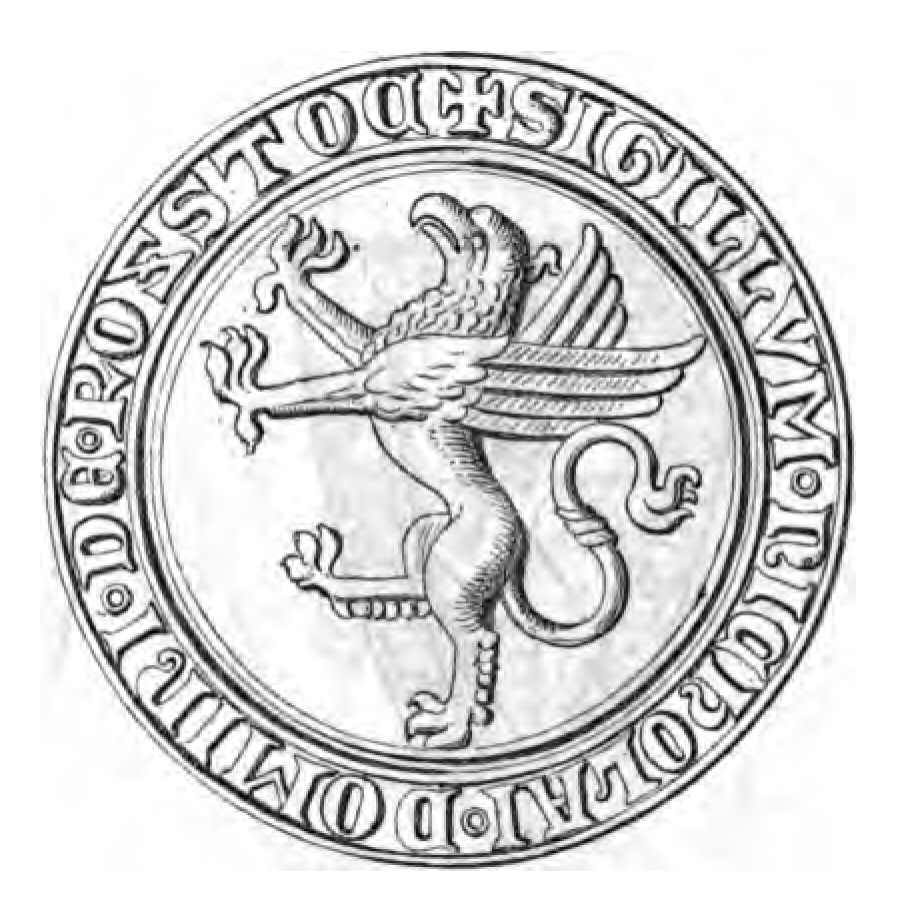
Siegel von Nikolaus das Kind, 1294

Nikolaus, Herr zu Rostock, genannt das Kind (* vor 1262; † 25. November 1314) war von 1282 bis 1284 erst Mitregent, dann von 1284 bis 1312 alleiniger Herr zu Rostock.

## Leben
Er war der jüngste Sohn von Waldemar und seiner Frau Agnes. Seine ältesten Brüder Johann und (Heinrich) Borwin IV. starben schon vor 1285, sodass er, erst unter Regentschaft der Mutter, Alleinherrscher war. Faktisch regierte jedoch seines Vaters Truchsess Johann Moltke in Toitenwinkel (1271/1309) nicht nur während der Vormundschaft das Land, sondern bestimmte die Regierungsgeschäfte auch nach Erreichen der Volljährigkeit des jungen Landesherrn. Johann Moltke beförderte nicht allein drei weitere Familienmitglieder in den landesherrlichen Rat, sondern schloss Bündnisse mit anderen aus der Herrschaft Mecklenburg stammenden Adelsgeschlechtern wie z. B. den Familien Axekow, Babbe, Bülow und Preen. Gegen diese mecklenburgischen Zuwanderer innerhalb der Rostocker Ritterschaft regte sich Widerstand unter schon länger in der Herrschaft Rostock ansässigen Adelsgeschlechtern, insbesondere der Familie Schnakenburg. Nikolaus von Rostock suchte ein Gleichgewicht zwischen beiden Adelsfraktionen aufzubauen, um selbst unabhängiger vom Einfluss der Moltkes zu werden. Indessen besetzten die Moltkes nicht nur den landesherrlichen Rat mit ihren Anhängern, sondern auch das wichtige Marschallamt sowie das des Rostocker Stadtvogts. In nächster Eskalationsstufe sahen sich die beiden Fraktionen der Rostocker Ritterschaft nach äußeren Bündnispartnern um. Die Schnakenburgs verbündeten sich mit den Markgrafen von Brandenburg und präsentierten Heiratskandidatinnen aus dem brandenburgischen Machtbereich. Hingegen gingen die Moltkes ein Bündnis mit Dänemark ein und setzten tatsächlich eine pommersche Herzogstochter als Gemahlin für Nikolaus von Rostock durch. Nachdem die Schnakenburgs wiederum unterlegen waren, griffen sie zu offener Gewalt gegen die Moltkes und deren Anhang. Beide Parteien riefen nun ihre Schutzmächte Brandenburg und Dänemark zur Unterstützung auf. Brandenburg und die mit ihm verbündeten mecklenburgischen Herrschaften Mecklenburg und Werle versuchten vergeblich, an der Seite der Schnakenburgs die Herrschaft Rostock zu erobern, Stattdessen obsiegte Dänemark als Schutzmacht der Moltkes.
Nikolaus von Rostock hatte den Konflikt in seiner Ritterschaft nicht schlichten können und war nun gezwungen, sein Land im Jahr 1300 unter den Schutz und die Lehensherrschaft des Königs Erich von Dänemark zu stellen. Dieser jedoch machte sich nach erfolgreicher Abwehr selbst zum Besitzer der Herrschaft Rostock und verdrängte Nikolaus. Im Jahr 1311 belagerte Heinrich II. von Mecklenburg, nunmehr im Bündnis mit dem dänischen König, die nach Unabhängigkeit strebende Hansestadt Rostock erneut, wobei ihm am 15. Dezember 1312 die Einnahme gelang. Am 25. November 1314 starb der endgültig entmachtete Nikolaus von Rostock, wodurch die Herrschaft Rostock an Dänemark fiel, doch ging sie sogleich an Heinrich II. von Mecklenburg als Pfandbesitz für dessen ausgelegte Kriegskosten über. Am 21. Mai 1323 schloss Heinrich II. mit dem dänischen König Christoph II. Frieden. Er erhielt die Herrschaft Rostock einschließlich der Vogteien Gnoien und Schwaan als erbliche Lehen von Dänemark und die Herrschaft Rostock hörte auf, selbständig zu existieren.
Nikolaus wurde im Johanniskloster Rostock beerdigt. Nikolaus verlobte sich mehrfach, zuerst mit Euphemia, Tochter des Grafen Günther von Lindow, dann auf Rat Heinrichs II. von Mecklenburg mit dessen Schwägerin Margarete von Brandenburg, Tochter des Markgrafen Albrecht III. von Brandenburg, und Margarete (1299), der Tochter von Herzog Bogislaws IV. von Pommern-Wolgast. Letztere ehelichte er schließlich. Sie überlebte ihren Mann und starb am 14. Januar 1316. Sie hatten eine Tochter Elisabeth, welche am 16. Februar 1317 den Grafen Christian von Delmenhorst ehelichte. Zwei ihrer Söhne wurden Domherren, Johann zu Köln und zu Bremen und Christian zu Bremen und Osnabrück.